# Maullín
Maullín este un oraș cu 15.580 locuitori (2002) din regiunea Los Lagos, Chile.